# Zmorsznik sześcioplamek
Zmorsznik sześcioplamek (Anoplodera sexguttata) – gatunek chrząszcza z rodziny kózkowatych. Występuje w Europie i północnej Afryce. W Polsce rzadki.